# Anto Drobnjak
Anto Drobnjak (in serbo Анто Дробњак?; Titograd, 21 settembre 1969) è un ex calciatore e dirigente sportivo jugoslavo e successivamente montenegrino.

## Carriera
Debutta da professionista nel 1986 nello Jedinstvo Bijelo Polje, per poi passare nel 1990 allo Budućnost Podgorica dove ripete le ottime prestazioni, con 22 gol in 48 partite disputate. Proprio le sue doti gli valgono l'ingaggio, nel 1992, da parte della Stella Rossa, con cui vince la Coppa di Jugoslavia 1993, e il titolo di capocannoniere della stagione 1992-1993.
All'inizio della stagione 1994-1995 si trasferisce in Francia, al Bastia, dove rimane per tre stagioni, mettendo a segno ben 50 gol in 100 partite disputate, prima di trasferirsi al Lens, dove vince il campionato 1997-1998, e con cui raggiunge la finale, persa contro il Paris Saint-Germain, della Coppa di Francia 1998.
Si trasferisce quindi in Giappone, al Gamba Osaka, ma rientra già nel 2000 al Sochaux, dove non riesce ad incidere, pur contribuendo alla promozione in Ligue 1, e decide di chiudere la carriera nel Martigues.

## Palmarès
- Coppa di Serbia e Montenegro: 1

Stella Rossa: 1992-1993
- Campionato francese: 1

Lens: 1997-1998
- Campionato francese di seconda divisione: 1

Sochaux: 2000-2001